# Corythalia tristriata
Corythalia tristriata là một loài nhện trong họ Salticidae.
Loài này thuộc chi Corythalia. Corythalia tristriata được Elizabeth Bangs Bryant miêu tả năm 1942.